# Can Pau Ventura
Can Pau Ventura és una masia de Sant Joan Despí (Baix Llobregat) inclosa a l'Inventari del Patrimoni Arquitectònic de Catalunya.

## Descripció
Masia de planta rectangular de planta baixa i dos pisos. La teulada és plana i forma un terrat voltat d'una barana que imita una balustrada plana. No té decoració, i aquests últims anys ha estat reconstruida interiorment.
A la façana hi ha un rellotge de sol rodó, el qual va ser tapat fa uns anys
Dues terceres parts són destinades a habitatge i la resta, a mà dreta, a ús agrícola. Edificada l'any 1752, s'ha ampliat pel darrere. Va iniciar sent una masia d'una sola planta, però s'ha anat edificant a sobre fins a crear la masia actual. La planta baixa era estable i celler. La casa fou reconstruïda el segle passat.

## Història
Denominació original "Cal Marcó". Ocupada per la família Camprubí anys més tard i per això anomenada després Can Pau Ventura, com a homenatge al besavi del propietari, qui va rebre una bala al cap als quaranta anys.
Antigament es creu que era una espècie de casa per a gent de l'esglèsia, però va ser abandonada per aquests al 1776, i va ser comprada per la besàvia de l'actual propietari.